# Koumariá (ort i Grekland, Mellersta Makedonien, Nomós Serrón)
Koumariá är en ort i Grekland.   Den ligger i prefekturen Nomós Serrón och regionen Mellersta Makedonien, i den nordöstra delen av landet, 300 km norr om huvudstaden Aten. Koumariá ligger 17 meter över havet och antalet invånare är 381.
Terrängen runt Koumariá är platt åt nordost, men åt sydväst är den kuperad. Runt Koumariá är det ganska glesbefolkat, med 42 invånare per kvadratkilometer. Närmaste större samhälle är Serrai, 12,2 km nordost om Koumariá. Trakten runt Koumariá består till största delen av jordbruksmark.